# جلال حسین‌اف
جلال حسین‌اف (انگلیسی: Cəlal Hüseynov؛ زادهٔ ۲ ژانویهٔ ۲۰۰۳) بازیکن فوتبال اهل جمهوری آذربایجان است.
وی همچنین در تیم‌های ملی فوتبال زیر ۱۷ سال جمهوری آذربایجان، زیر ۱۹ سال جمهوری آذربایجان، زیر ۲۱ سال جمهوری آذربایجان، و جمهوری آذربایجان بازی کرده‌است.